# Saint Lucia a 2011-es úszó-világbajnokságon
Saint Lucia a 2011-es úszó-világbajnokságon három úszóval vett részt.

## Úszás
Férfi
| Versenyző    | Esemény                      | Selejtezők | Selejtezők | Elődöntők         | Elődöntők         | Döntő             | Döntő             |
| Versenyző    | Esemény                      | Idő        | Helyezés   | Idő               | Helyezés          | Idő               | Helyezés          |
| ------------ | ---------------------------- | ---------- | ---------- | ----------------- | ----------------- | ----------------- | ----------------- |
| Julien Brice | Férfi 50 méteres gyorsúszás  | 24.59      | 56         | Nem jutott tovább | Nem jutott tovább | Nem jutott tovább | Nem jutott tovább |
| Julien Brice | Férfi 100 méteres gyorsúszás | 54.99      | 74         | Nem jutott tovább | Nem jutott tovább | Nem jutott tovább | Nem jutott tovább |

Női
| Versenyző         | Esemény                   | Selejtezők | Selejtezők | Elődöntők         | Elődöntők         | Döntő             | Döntő             |
| Versenyző         | Esemény                   | Idő        | Helyezés   | Idő               | Helyezés          | Idő               | Helyezés          |
| ----------------- | ------------------------- | ---------- | ---------- | ----------------- | ----------------- | ----------------- | ----------------- |
| Siona Huxley      | Női 50 méteres gyorsúszás | 29.79      | 59         | Nem jutott tovább | Nem jutott tovább | Nem jutott tovább | Nem jutott tovább |
| Siona Huxley      | Női 100 méteres hátúszás  | 1:08.96    | 50         | Nem jutott tovább | Nem jutott tovább | Nem jutott tovább | Nem jutott tovább |
| Danielle Beaubrun | Női 50 méteres mellúszás  | 32.27      | 19         | Nem jutott tovább | Nem jutott tovább | Nem jutott tovább | Nem jutott tovább |
| Danielle Beaubrun | Női 100 méteres mellúszás | 1:11.34    | 32         | Nem jutott tovább | Nem jutott tovább | Nem jutott tovább | Nem jutott tovább |